# 2000 en sport
| Années du cyclisme : 1997 - 1998 - 1999 - 2000 - 2001 - 2002 - 2003    |
| Décennies du cyclisme : 1970 - 1980 - 1990 - 2000 - 2010 - 2020 - 2030 |

Cet article présente les faits marquants de l'année 2000 en sport.

## Automobile
- Rallye : Tommi Mäkinen remporter le Rallye automobile Monte-Carlo sur une Mitsubishi Lancer.
- 18 juin : Audi gagne les 24 Heures du Mans avec les pilotes Frank Biela, Tom Kristensen et Emanuele Pirro.
- Michael Schumacher remporte le Championnat du monde de Formule 1 au volant d'une Ferrari.
- Marcus Grönholm (Finlande) enlève le championnat du monde des rallyes au volant d'une Peugeot 206 WRC.

## Balle au tambourin
- Le club de Vendémian est champion de France chez les hommes ; Notre-Dame-de-Londres conserve son titre chez les femmes.
- Borgosatollo (Italie) remporte sa première Coupe d'Europe des clubs champions.

## Baseball
- Les New York Yankees gagnent les Wold Series face aux New York Mets, par 4 victoires pour 1 défaite
- Finale du championnat de France : Paris UC bat Montpellier.

## Basket-ball
- Los Angeles Lakers champions NBA.
- Le CSP Limoges est champion de France.
- Le CSP Limoges remporte la coupe de France.
- Le CSP Limoges remporte la Coupe Korać.
- Ružomberok (Slovaquie) gagne l'Euroligue féminine contre Bourges en finale, 67-64.
- Bourges remporte son 6e titre de Champion de France consécutivement devant Valenciennes. Elles conservent le tournoi de la fédération.

## Cyclisme
- Stefano Garzelli (Italie) enlève le Tour d'Italie.
- Lance Armstrong (É.-U.) remporte le Tour de France.
  - Article détaillé : Tour de France 2000
- Jan Ullrich (Allemagne) gagne la Course en ligne des Jeux Olympiques de Sydney.
- Romāns Vainšteins (Lettonie) gagne le titre de champion de monde.
- Jeannie Longo bat le record de l'heure.

## Football
- 15 avril : l'AS Monaco remporte le Championnat de France de football.
- 22 avril : Manchester United est champion d'Angleterre.
- 14 mai : la Lazio Rome est championne d'Italie.
- 17 mai : Galatasaray SK remporte la Coupe UEFA face à Arsenal en s'imposant aux tirs au but en finale après un score nul et vierge.
- 20 mai : le Bayern de Munich est champion d'Allemagne.
- 20 mai : le Deportivo La Corogne est champion d'Espagne.
- 24 mai : le Real Madrid remporte la Ligue des champions face au Valence CF en s'imposant 3-0 en finale au Stade de France.
- 21 juin : Boca Juniors (Argentine) remporte la Copa Libertadores face au SE Palmeiras (Brésil).
- 2 juillet : l'équipe de France remporte le Championnat d'Europe de football en s'imposant 2-1 sur le fil face à l'équipe d'Italie.

## Football américain
- 30 janvier : National Football League. Les Rams de Saint-Louis remportent le Super Bowl XXXIV face au Titans du Tennessee, 23-16. Article détaillé : Saison NFL 1999.
- 17 juin : finale du championnat de France : Flash de La Courneuve bat Argonautes d'Aix-en-Provence.
- 25 juin : NFL Europe, World Bowl VIII : Rhein Fire (Allemagne) 13, Scottish Claymores (Écosse) 10.
- Eurobowl XIV : Bergamo Lions (Italie) 42, Hambourg Blue Devils (Allemagne) 20.

## Football australien
- Essendon champion AFL.

## Football canadien
- Les Lions de la Colombie-Britannique remportent la coupe Grey face aux Alouettes de Montréal, 28-26.

## Football gaélique
- Le 25 octobre est officiellement fondée le Gaelic Football Bro Léon, premier club d'Europe continentale créé par des non-Irlandais.

## Handball
- 20 janvier : la Suède, emmenée par Magnus Wislander, conserve son titre européen en battant en finale du Championnat d'Europe, disputé en Croatie, l'équipe de Russie sur le score très serré de 32-31 après deux prolongations.

## Hockey sur glace
- Les Devils du New Jersey remportent la Coupe Stanley.
- Coupe Magnus : Reims champion de France.
- ZSC Lions champion de Suisse.
- La République tchèque remporte le championnat du monde devant la Slovaquie.
- Maurice Richard meurt le 27 mai.
- L'Océanic de Rimouski (LHJMQ) remporte la Coupe Memorial pour la première fois.

## Jeux olympiques
- Jeux olympiques d'été à Sydney (Australie) dont les compétitions se tiennent entre le 15 septembre et le 1er octobre. La Corée du Nord et la Corée du Sud défilent ensemble lors de la cérémonie.
- 20 septembre : à la veille de la compétition du 400 m, la triple championne olympique Marie-José Pérec quitte précipitamment les Jeux olympiques de Sydney et déclare forfait.
  - Article de fond: Jeux olympiques d'été de 2000.

## Moto
- Endurance
  - 24 Heures du Mans moto : Honda remporte l'épreuve avec les pilotes Charpentier, Costes et Gimbert.
  - Bol d'or : Yamaha remporte l'épreuve avec les pilotes Deletang, Forret et Willis.
  - Championnats du monde de vitesse moto : Kenny Roberts Jr remporte son unique titre de champion du monde dans la catégorie 500 cm³.

## Natation
- 23 mars : le nageur américain Anthony Ervin bat le record du monde du 50 m nage libre, en bassin de 25 m, à Minneapolis, le portant à 21 s 21.
- 24 mars : le nageur américain Ed Moses bat le record du monde du 100 m brasse, en bassin de 25 m, à Minneapolis, le portant à 57 s 66.
- 14 mai : le nageur australien Geoff Huegill bat le record du monde du 50 m papillon, à Sydney, le portant à 23 s 60.
- 15 juin : le nageur allemand Stev Theloke bat le record d'Europe du 50 m dos à Berlin, le portant à 25 s 63.
- 17 juin : le nageur américain Tom Malchow bat le record du monde du 200 m papillon à Charlotte, le portant à 1 min 55 s 18.
- 6 juillet : le nageur allemand Stev Theloke bat le record d'Europe du 50 m dos à Helsinki, le portant à 25 s 60.
- 23 septembre : l'équipe des États-Unis, composée de Lenny Krayzelburg, Ed Moses, Ian Crocker et Gary Hall Jr. bat le record du monde du 4x100 m 4 nages, à Sydney, lors de la finale des Jeux olympiques d'été, le portant à 3 min 33 s 73.
- 17 décembre : Örn Arnarson bat le record d'Europe du 100 m dos en petit bassin, à Valence, lors de la finale des Championnats d'Europe, le portant à 52 s 28.

## Pêche à la mouche
- Championnats du monde au Pays de Galles :
  - Championne du monde : l'équipe de France.
  - Classement mondial individuel :
    - médaille d'or : Pascal Cognard (France),
    - médaille d'argent : Jean Michel Lauret (France).

## Rugby à XIII
- 21 mai : à Paris, le Toulouse olympique XIII remporte le Championnat de France face à Saint-Estève 20-18.
- 28 mai : à Narbonne, Villeneuve-sur-Lot remporte la Coupe de France face au XIII Catalan 34-14.
- 25 novembre : L'Australie remporte la Coupe du monde de rugby à XIII.
  - Article de fond : Coupe du monde de rugby à XIII 2000

## Rugby à XV
- 4 mars : le XV d'Angleterre remporte le Tournoi des Six Nations face à l'Écosse (28 à 16).
  - Article détaillé : Tournoi des six nations 2000
- 27 mai : finale franco-française du Bouclier européen - Section paloise 34-21 Castres olympique.
- 27 mai : coupe d'Europe - Northampton Saints (Angleterre) 9-8 Munster Rugby (Irlande)
- 28 mai : mini-tournée du XV de France en Roumanie avec un seul test à Bucarest gagné 67 à 20.
- 15 juillet : championnat de France - Stade français 28 - 23 US Colomiers.
- 19 août : championnat du monde Universitaire de rugby  - France 39-24 Afrique du Sud
- Champion du monde des -19 ans FIRA à Dijon contre l'Australie 14 à 0.
- 15 juillet au 26 août : le Tri-nations. Le XV d'Australie remporte les Tri-nations pour la première fois.
- 4 au 18 novembre : tournées de deux nations de l'hémisphère Sud avec deux défaites et une victoire. France 13-18 Australie, le 4 à St-Denis ; France 26-39 Nouvelle-Zélande le 11 à Saint-Denis et France 42-33 le 18 à Marseille.

## Ski alpin
- Coupe du monde
  - Hermann Maier, Autriche premier du classement général de la Coupe du Monde.
  - Renate Götschl, Autriche première du classement général de la Coupe du Monde.

## Tennis
- 15 janvier : victoire d'Amélie Mauresmo au tournoi de tennis de Sydney.
- 3 juin : victoire de Mary Pierce aux Internationaux de France de tennis.

- Open d'Australie :
  - Hommes : Andre Agassi.
  - Femmes : Lindsay Davenport.
- Roland Garros :
  - Hommes : Gustavo Kuerten.
  - Femmes : Mary Pierce.
- Wimbledon :
  - Hommes : Pete Sampras.
  - Femmes : Venus Williams.
- US Open :
  - Hommes : Marat Safin.
  - Femmes : Venus Williams.
- Coupe Davis : l'Espagne l'emporte par 3-1 sur l'Australie.
  - Article détaillé : Coupe Davis 2000

## Voile
- Francis Joyon gagne la Transat anglaise à bord d'Eure et Loir en 9 jours 23 h 21 min.

## Voltige aérienne
- Eric Vazeille remporte les championnats du monde de voltige aérienne.
- Catherine Maunoury remporte les championnats du monde de voltige aérienne dans la catégorie féminine.

## Water-polo
France
- L'O. N. N. est Champion de France  Masculin pour la 4e fois.
- L'ASPTT Nancy est Champion de France Féminin pour la 6e fois.
- L'O. N. N. remporte la Coupe de France masculine pour la 1re fois.
- L'ASPTT Nancy remporte la Coupe de France féminine pour la 1re fois.

Coupe de la ligue masculine créée en 2014.
Coupe de la ligue féminine créée en 2013.
Europe
- VK Bečej est Champion d'Europe pour la 1re fois.
- VK Jug Dubrovnik remporte la LEN Euro Cup pour la 1re fois.

Championnats d'Europe masculins et féminins non disputées en 2000.
Monde
- Les Hongrois sont Champions Olympîques pour la 7e fois.
- Les Australiennes sont Championnes Olympîques pour la 1re fois, l'année 2000 marquant l'apparition du Water-Polo féminin aux Jeux Olympiques.

Championnats du monde masculin et féminin non disputés en 2000.
Coupes du Monde masculine et féminine non disputées en 2000.
Ligues mondiale masculine et féminine non disputées en 2000.

## Naissances
- 25 janvier : Rhuan da Silveira Castro, footballeur brésilien.
- 26 février : Margaret MacNeil, nageuse de papillon canadienne
- 29 février : Jordan Rezabala, footballeur équatorien.
- 5 mars : Mélanie de Jesus dos Santos, gymnaste artistique française.
- 17 avril : Bendere Oboya, athlète australienne d'origine éthiopienne
- 12 août : Christ Esabe, boxeur français.
- 16 août : Youssef Ben Sellam, joueur international marocain de futsal.
- 19 septembre : Jakob Ingebrigsten, athlète norvégien

## Décès
- 4 janvier - Tom Fears, (États-Unis, football américain) à 76 ans.
- 12 janvier - Bobby Phills (États-Unis, joueur de basket) à 31 ans
- 1er février : Dick Rathmann, 74 ans, pilote automobile américain (° 6 janvier 1926).
- 12 février - Tom Landry, (États-Unis, football américain) à 75 ans.
- 23 février - Stanley Matthews, (Angleterre, football) à 85 ans. (° 1er février 1915).
- 11 mars : Alfred Schwarzmann, 87 ans, gymnaste allemand, champion olympique du concours individuel aux Jeux de Berlin en 1936. (° 23 mars 1912).
- 5 avril : Lee Petty, 86 ans, pilote automobile américain. (° 14 mars 1914).
- 5 mai : Gino Bartali, 85 ans, coureur cycliste italien. (° 18 juillet 1914).
- 27 mai : Maurice Richard, 78 ans, hockeyeur canadien. (° 4 août 1921).
- 23 juin - Philippe Chatrier, (France, tennis) à 72 ans.
- 2 juillet - James Grogan, (É.-U., patinage artistique) à 68 ans.
- 24 août : Andy Hug, kickboxeur suisse, à 36 ans. (° 7 septembre 1964).
- 17 septembre - Nicole Reinhart, (États-Unis, cyclisme) à 24 ans.
- 17 octobre - Harry Cooper, (États-Unis, golf) à 96 ans. (° 6 octobre 1904).
- 22 novembre - Emil Zátopek, (République tchèque, athlétisme) à 79 ans.
- 15 décembre - Jacques Goddet, (France, fondateur de L'Équipe) à 95 ans.